# Tabasco (przyprawa)
Tabasco – rodzaj ostrej przyprawy, otrzymywanej z kultywaru Tabasco papryki owocowej (Capsicum frutescens), należącego do grupy tzw. papryk chili. Ma owoce o długości 3–5 cm.
Słowo tabasco pochodzi od nazwy Tabasco (stanu w Meksyku) i jest znane dzięki sosowi tabasco. W oryginale znaczy kraj o gorącej i wilgotnej ziemi.
Pierwszą wersją sosu tabasco był sprzedawany od 1859 produkt pod nazwą Maunsel White’s Concentrated Essence of Tabasco. Powstawał on z ugotowanych i zalanych octem papryczek chili. Był produkowany do roku 1883.
Nazwa sosu jest zastrzeżona dla rodziny McIlhenny Co. mającej wyłączność na produkcję sosu pod nazwą Tabasco od 2. połowy XIX wieku. Firma ma siedzibę w Luizjanie, na wysepce Avery Island w estuarium rzeki Vermilion wpadającej do Zatoki Meksykańskiej.
Sos tabasco powstaje wyłącznie z naturalnych składników. Zgodnie z recepturą, opracowaną przez Edmunda McIlhenny’ego w 1868 roku, dojrzałe papryczki miażdżone są z solą, następnie dojrzewają w dębowych beczkach przez 3 lata, po czym są mieszane z octem winnym.
Nowsze sosy produkowane są na bazie papryczek jalapeño (np. Tabasco Green Pepper Sauce z zielonych papryczek), chipotle (jalapeño suszonego w dymie), papryki habanero lub czosnku.
Tabasco, jako sos na bazie ostrej papryki, ma konkurentów, w tym: Búfalo, Chili pepper water, Cholula Hot Sauce, Crystal Hot Sauce, Louisiana Gold Hot Sauce, Sriracha, Texas Pete. Najwięcej sosu tabasco eksportuje się do Japonii, Niemiec, Wielkiej Brytanii, Meksyku, Singapuru, Kanady, Korei Południowej, Hiszpanii, Francji, Australii i RPA.

## Zastosowanie
- Marynowanie mięs, przyprawianie potraw z grilla oraz innych pieczonych mięs (kurczaka, wołowiny, ryb, wieprzowiny)[potrzebny przypis].
- Przyprawa do potraw z roślin strączkowych, takich jak groch i fasola oraz zup zawierających mięso i warzywa[potrzebny przypis].
- Przyprawa do kanapek[potrzebny przypis].
- Jako podkreślająca smak przyprawa do Krwawej Mary lub shota Wściekły pies[potrzebny przypis].
- Może być stosowany także w kuchni koszernej[6].